# Thomas Oppenheimer
Thomas Oppenheimer (* 16. Dezember 1988 in Peißenberg) ist ein ehemaliger deutscher Eishockeyspieler, der im Verlauf seiner aktiven Karriere zwischen 2005 und 2018 unter anderem 601 Spiele für die  Frankfurt Lions, Hamburg Freezers, den ERC Ingolstadt und Eisbären Berlin in der Deutschen Eishockey Liga (DEL) auf der Position des rechten Flügelstürmers bestritten hat.

## Karriere
Oppenheimer begann seine Karriere in der Jugendabteilung des TSV Peißenberg. Im Jahr 2005 wechselte er zum EC Peiting und spielte für diesen in der drittklassigen Oberliga. Aufgrund der dort gezeigten Leistungen wurde der Flügelstürmer zur Saison 2006/07 von den Frankfurt Lions aus der Deutschen Eishockey Liga verpflichtet, die ihn zugleich mit einer Förderlizenz weiterhin in Peiting einsetzten. In seinen ersten beiden Spielzeiten in Frankfurt kam der Rechtsschütze auf 49 Einsätze, in denen er insgesamt zwölf Scorerpunkte erzielen konnte. Zur Saison 2007/08 erhielt Oppenheimer eine Förderlizenz, mit der er neben den Lions auch beim SC Riessersee aus der 2. Bundesliga spielberechtigt war. In der Saison 2008/09 war Oppenheimer einer der wenigen positiven Überraschungen im Team der Lions. Er schoss vier Tore und gab sieben Vorlagen, zudem verlängerte er seinen Vertrag bei den Frankfurtern um zwei weitere Jahre.
Im Juli 2010 wechselte Oppenheimer nach der Insolvenz der Frankfurt Lions zu den Hamburg Freezers. Nach einem ersten schwächeren Jahr im Trikot der Hamburger, konnte sich Oppenheimer seit der Spielzeit 2011/12 als wichtiger Bestandteil der Offensive bei den Freezers etablieren. In der Saison 2013/14 gelangen dem Angreifer in zwei aufeinanderfolgenden Spielen ein Hattrick und der Rechtsschütze spielte mit 21 Toren und 17 Vorlagen die bis dahin punktbeste Saison in seiner bisherigen Profikarriere. In der folgenden Spielzeit konnte Oppenheimer in der Hauptrunde nicht vollständig an seine Statistiken aus dem Vorjahr anknüpfen, war jedoch mit sechs Scorerpunkten aus sieben Spielen einer der wenigen Leistungsträger seiner Mannschaft, der beim Ausscheiden der Freezers in der Viertelfinalserie der Play-offs gegen die Düsseldorfer EG überzeugen konnte. Im Oktober 2015 erzielte er mit einem Empty Net Goal beim 3:1-Sieg gegen den ERC Ingolstadt den 100. Treffer seiner bisherigen DEL-Karriere.
Im Mai 2016 gab der Eigentümer der Freezers, die Anschutz Entertainment Group, bekannt, keine DEL-Lizenz für die Saison 2016/17 zu beantragen. Auch eine kurzfristige Rettungsaktion scheiterte. Eine Woche nach dem Lizenzverzicht der Freezers unterzeichnete Oppenheimer einen Fünfjahresvertrag beim ERC Ingolstadt. Im Juni 2017 wechselte Oppenheimer im Tausch gegen Darin Olver zu den Eisbären Berlin. Auch für die folgende Spielzeit 2018/19 stand er im Kader der Berliner. Er wurde aber im ersten Saisonspiel gegen den EHC Red Bull München verletzt und konnte in dieser Spielzeit kein Eishockeyspiel mehr absolvieren. In Folge der Verletzung beendete der Stürmer seine aktive Karriere.

### International
Im Jahr 2008 wurde Thomas Oppenheimer erstmals für die Junioren-Nationalmannschaft nominiert, mit der er an der U20-Junioren-Weltmeisterschaft der Division I teilnahm und am Turnierende den souveränen Aufstieg in die Top-Division schaffte.
Für die A-Nationalmannschaft wurde Oppenheimer erstmals bei der Weltmeisterschaft 2014 von Nationaltrainer Pat Cortina für ein großes Turnier nominiert. In den ersten beiden Spielen erzielte der Stürmer jeweils den Siegtreffer für das deutsche Team. Auch 2015 nahm er an der Weltmeisterschaft teil.

## Erfolge und Auszeichnungen
- 2007 DEL-Rookie des Jahres
- 2008 Aufstieg in die Top-Division bei der U20-Weltmeisterschaft der Division I, Gruppe A
- 2018 Deutscher Vizemeister mit den Eisbären Berlin

## Karrierestatistik

### International
Vertrat Deutschland bei:
- U20-Junioren-Weltmeisterschaft der Division I 2008
- Weltmeisterschaft 2014
- Weltmeisterschaft 2015

(Legende zur Spielerstatistik: Sp oder GP = absolvierte Spiele; T oder G = erzielte Tore; V oder A = erzielte Assists; Pkt oder Pts = erzielte Scorerpunkte; SM oder PIM = erhaltene Strafminuten; +/− = Plus/Minus-Bilanz; PP = erzielte Überzahltore; SH = erzielte Unterzahltore; GW = erzielte Siegtore; 1 Play-downs/Relegation; Kursiv: Statistik nicht vollständig)